# Cognin
Cognin là một xã thuộc tỉnh Savoie trong vùng Rhône-Alpes ở đông nam nước Pháp. Xã này nằm ở khu vực có độ cao từ 299-269 mét trên mực nước biển.
Sông Hyères tạo thành ranh giới phía tây thị trấn.

## Liên kết ngoài

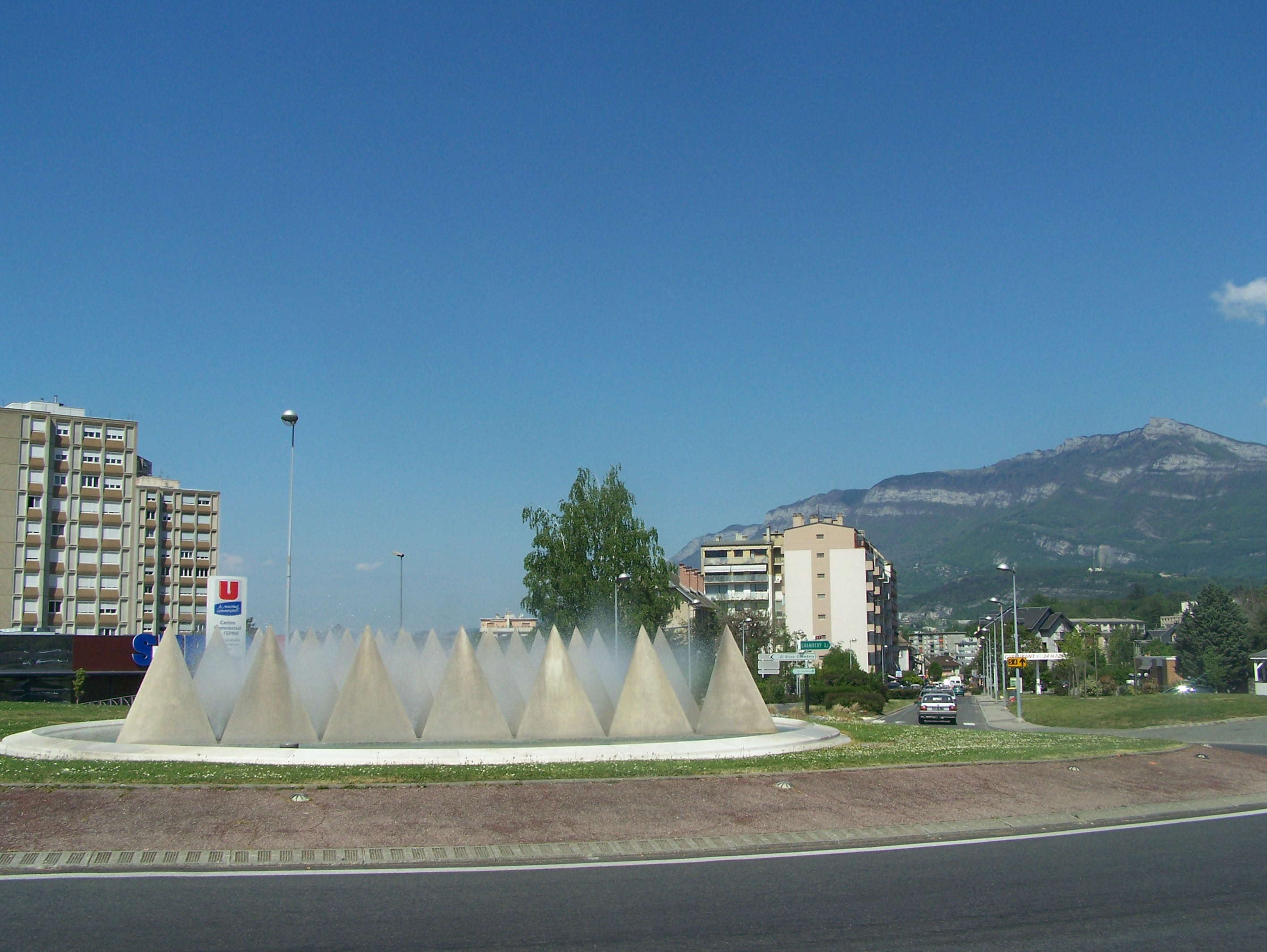
Trung tâm Cognin

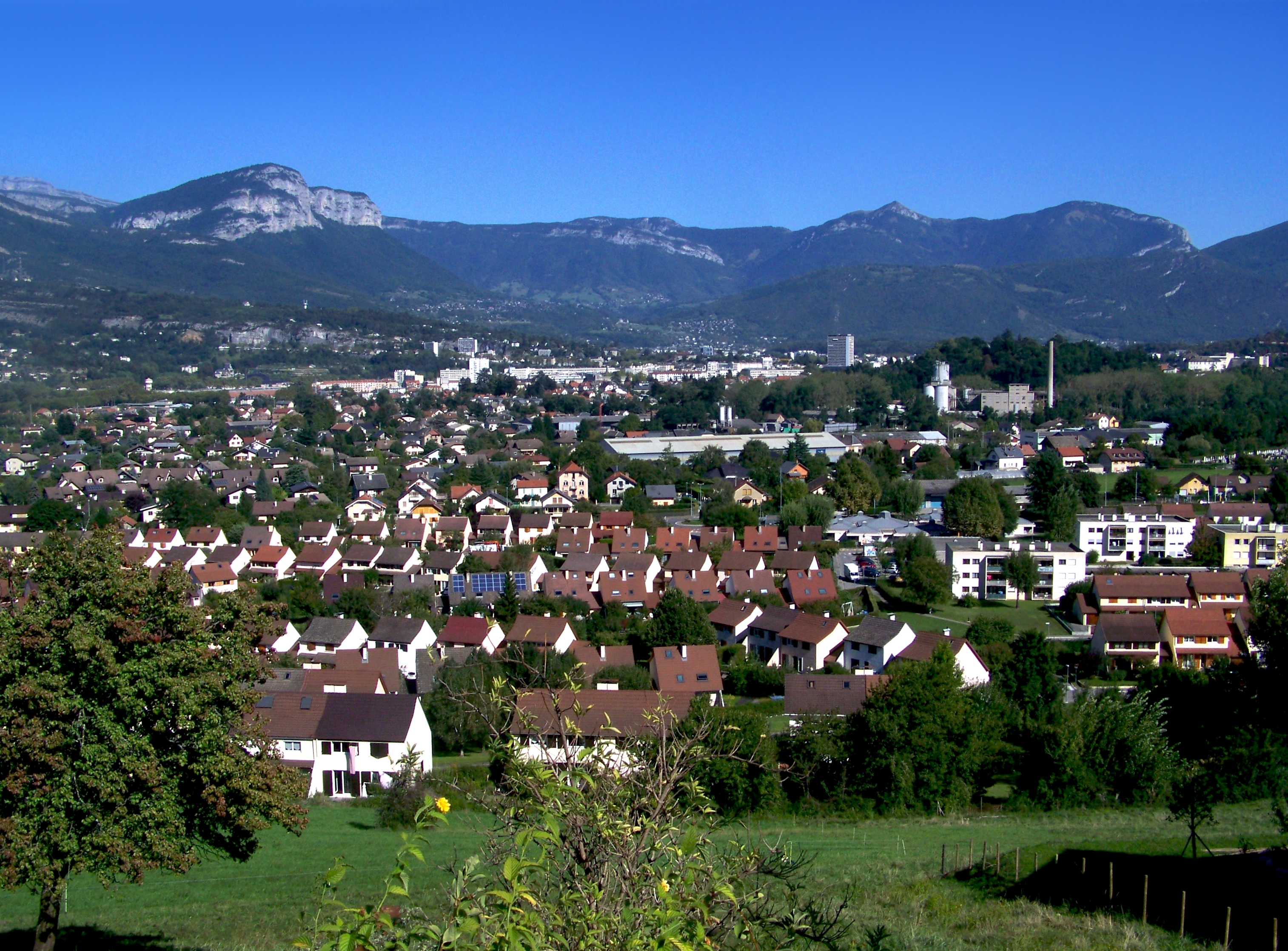
Cognin, Chambéry